# Montignac-le-Coq
Montignac-le-Coq (okzitanisch: Montinhac) ist eine kleine französische Gemeinde mit 134 Einwohnern (Stand 1. Januar 2022) im Département Charente in der französischen Region Nouvelle-Aquitaine.

## Lage
Montignac-le-Coq liegt in der Kulturlandschaft des Angoumois, etwa zehn Kilometer (Fahrtstrecke) südwestlich der Kantonshauptstadt Aubeterre-sur-Dronne in einer Höhe von etwa 130 Metern ü. d. M.; Angoulême, die Hauptstadt des Départements, ist etwa 43 Kilometer in nördlicher Richtung entfernt.

## Bevölkerungsentwicklung
| Jahr      | 1968 | 1975 | 1982 | 1990 | 1999 | 2006 | 2016 |
| Einwohner | 251  | 224  | 209  | 162  | 150  | 139  | 137  |

Im 19. Jahrhundert hatte der Ort meist zwischen 500 und 600 Einwohner. Infolge der Reblauskrise im Weinbau und der zunehmenden Mechanisierung der Landwirtschaft ging die Bevölkerung im 20. Jahrhundert kontinuierlich bis auf die derzeitigen Tiefststände zurück.

## Wirtschaft
Der kleine Ort Montignac-le-Coq lebt seit Jahrhunderten von der Landwirtschaft und vom Weinbau – die Böden gehören zu den Bons Bois des Weinbaugebietes Cognac, doch wurden die Rebflächen infolge der Absatzkrise für Wein in den letzten Jahrzehnten deutlich reduziert. Die Einnahmen aus dem Tourismus (Vermietung von Ferienwohnungen) spielen eine nicht unwesentliche Rolle im Wirtschaftsleben der Gemeinde.

## Sehenswürdigkeiten
- Die schmucklose Apsis und der Vierungsturm der einschiffigen Pfarrkirche (Église de l’Exaltation de-la-Sainte-Croix) werden – trotz der exakt behauenen Steine im unteren Teil – noch dem ausgehenden 11. Jahrhundert zugerechnet. Beim Einsturz des Vierungsturms wurde auch die Apsis in Mitleidenschaft gezogen, so dass ihr oberer Teil mit Bruchsteinmauerwerk ergänzt wurde. Die Westfassade und die Fenster des Langhauses wurden im 19. Jahrhundert grundlegend erneuert.
- Am Dorfeingang steht ein gedeckter Brunnen, der in seiner Form einer Feldsteinhütte nachempfunden ist.
- In der Nähe befindet sich ein Hufbock, der zum Fixieren der Tiere bei der Hufpflege oder beim Beschlagen diente.

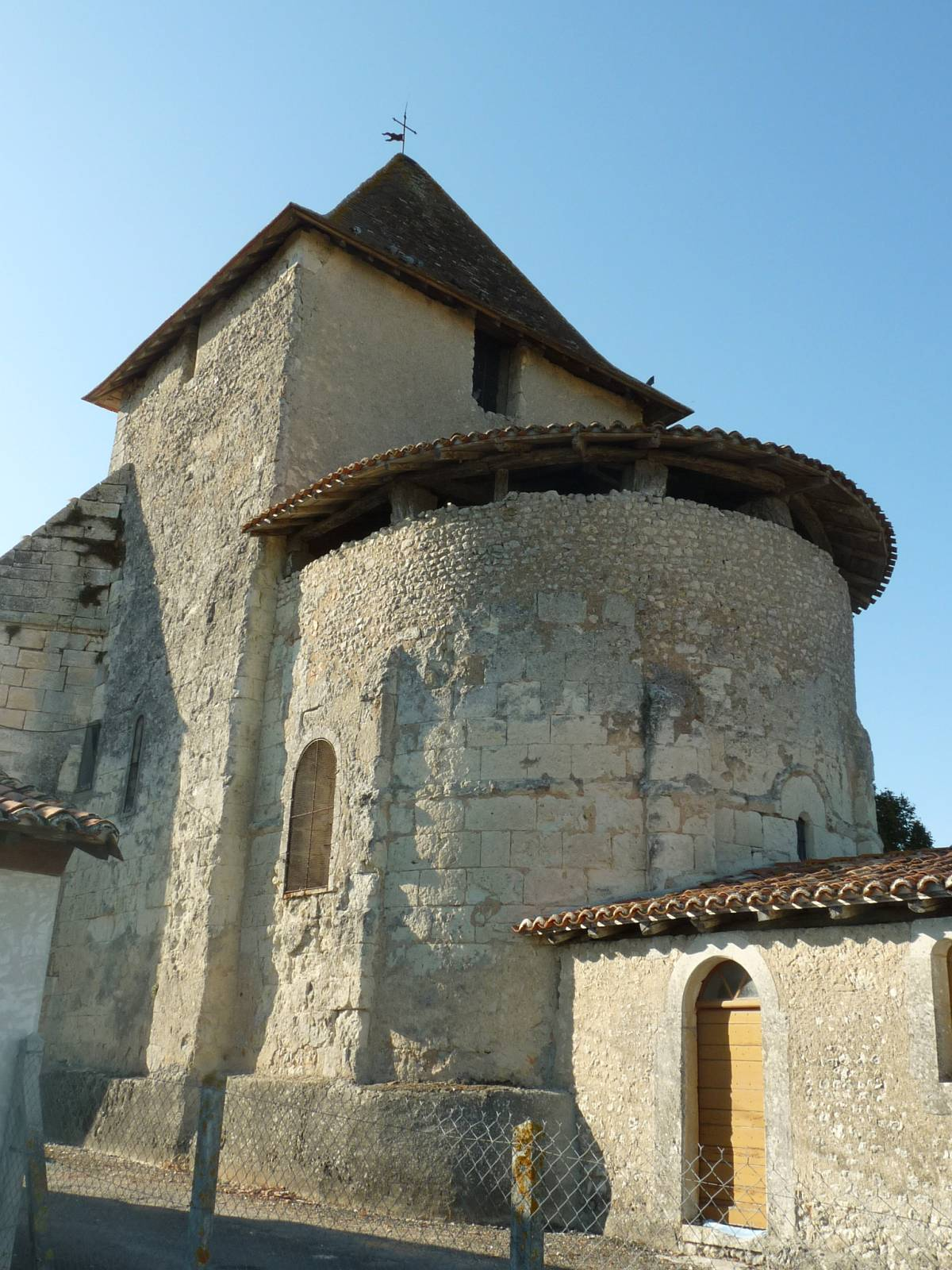
Apsis und Vierungsturm der Kreuzerhöhungskirche
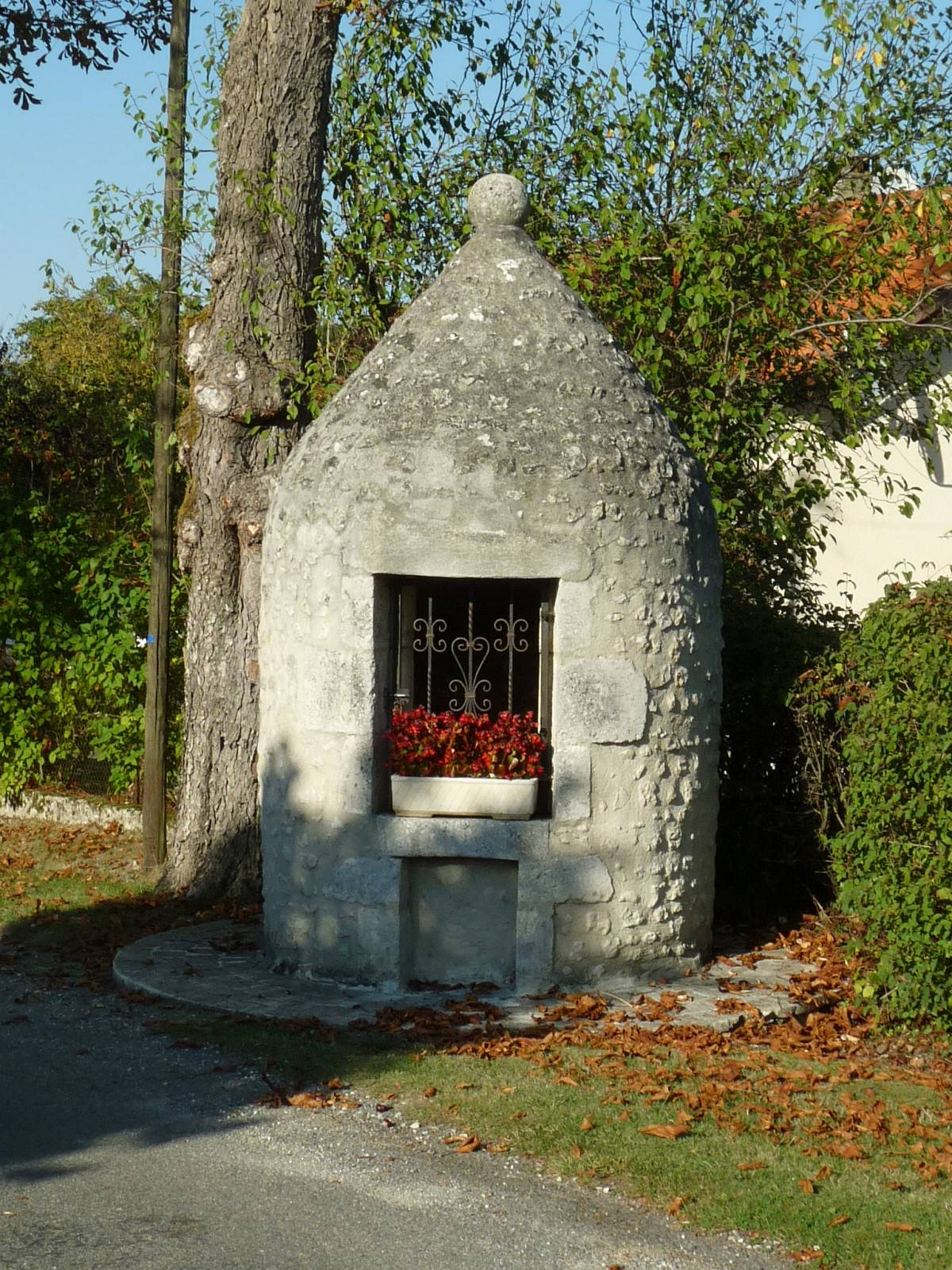
Brunnen
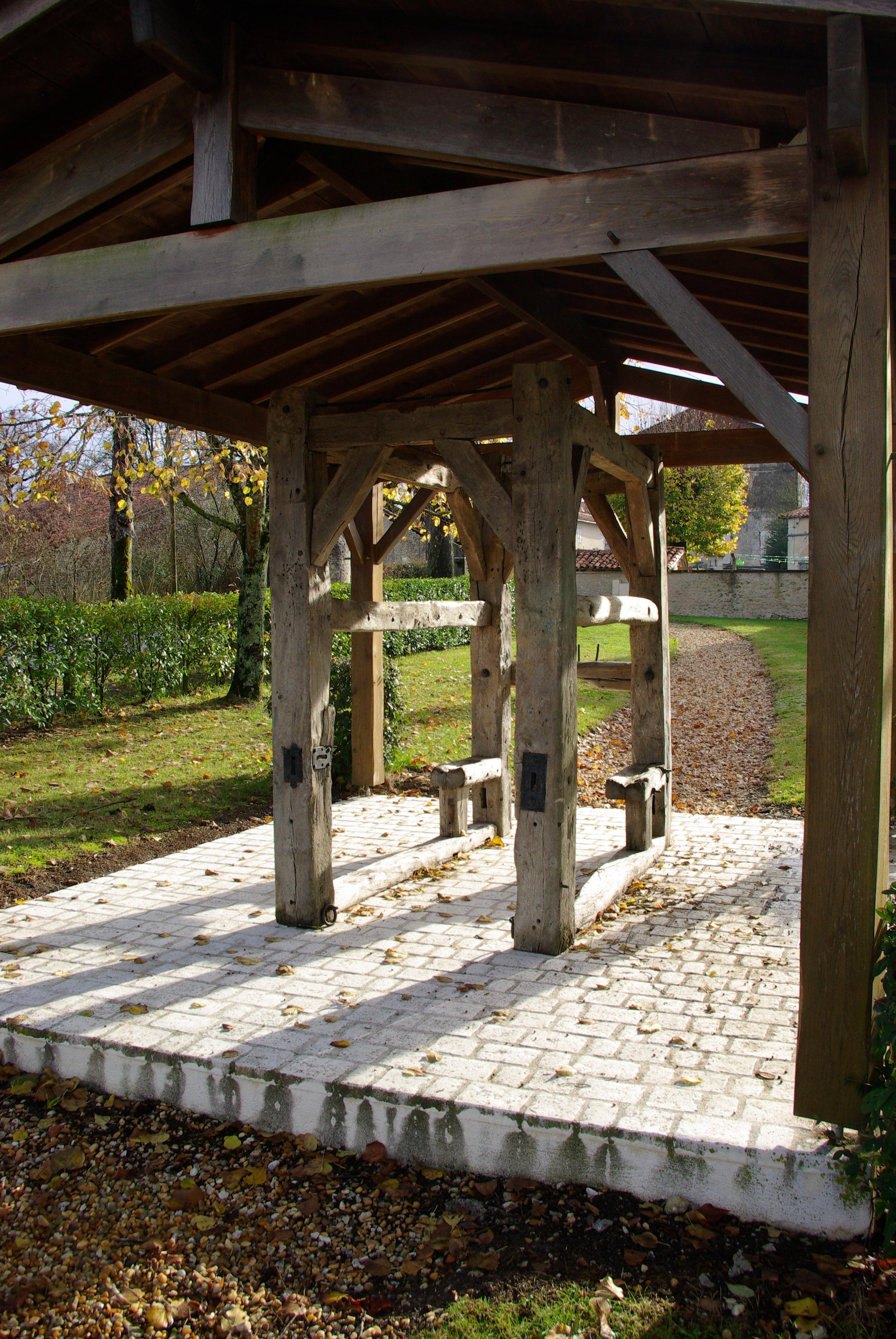
Hufbock (travail)